# Josef Bublík

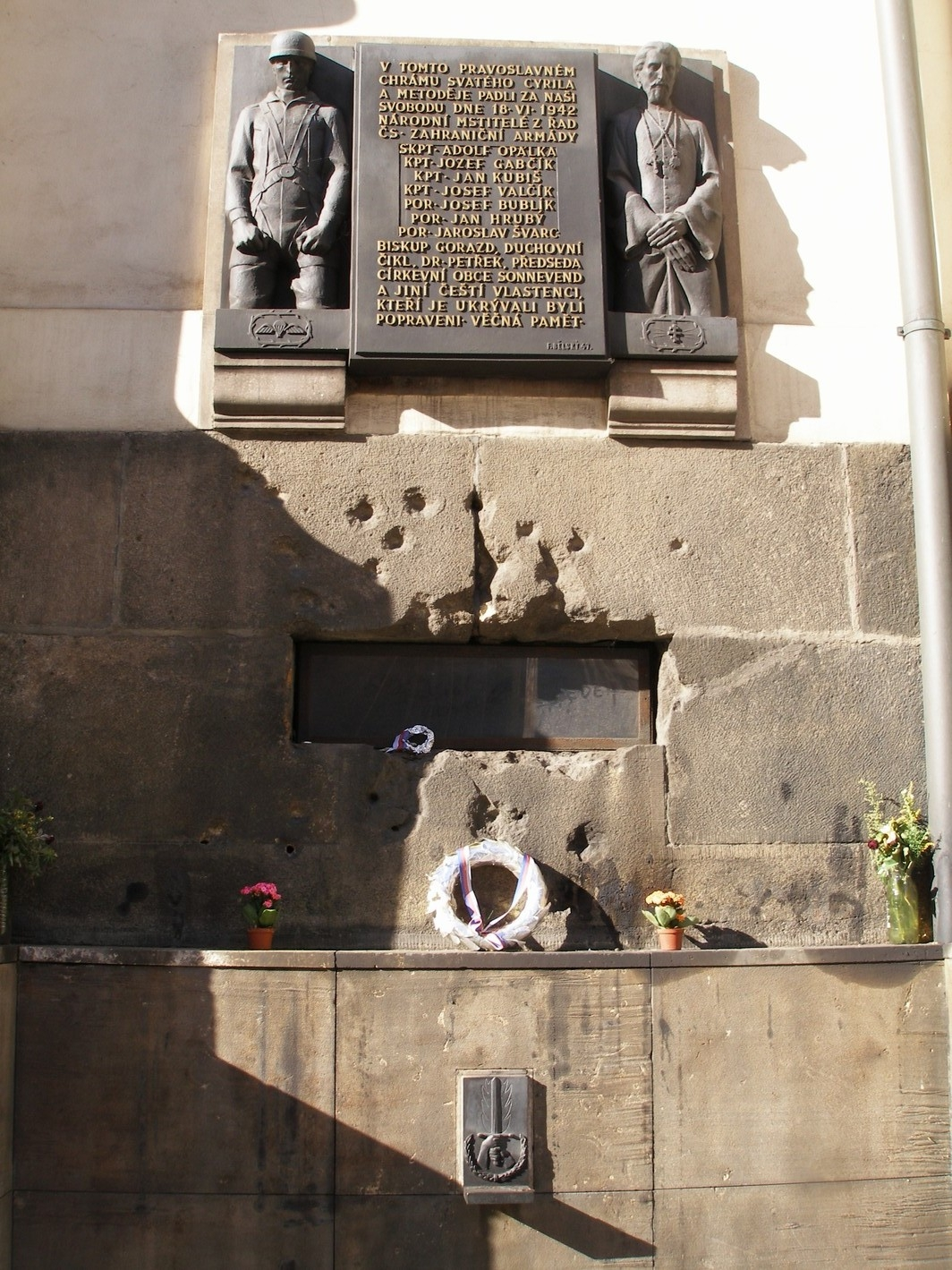
Pamětní deska na kostele, kde se parašutisté skrývali

Josef Bublík (12. února 1920 Bánov – 18. června 1942 Praha) byl československý voják, příslušník RAF a příslušník výsadku Bioscop.

## Mládí
Narodil se 12. února 1920 v Bánově u Uherského Brodu. Otec Alois Bublík (1880–1964) byl dělník v kamenolomu a legionář. Matka Žofie (1892–1975), rozená Polanská byla v domácnosti. Měl pět sourozenců.
V Bánově absolvoval obecnou školu. V roce 1931 začal studovat Arcibiskupské gymnázium v Kroměříži, ale již od druhého ročníku přestoupil na reálné gymnázium v Uherském Brodě, na kterém v roce 1939 maturoval. Poté se zapsal na právnickou fakultu Masarykovy univerzity v Brně. Studia ale přerušil po zavření vysokých škol. Byl členem tělocvičné jednoty Orel.

## V exilu
Koncem prosince roku 1939 odešel přes Slovensko, Maďarsko, Jugoslávii a Bejrút do Francie. V Agde byl 25. února 1940 prezentován do československého zahraničního vojska a zařazen k 2. pěšímu pluku. Bojů o Francii se zúčastnil v řadách roty doprovodných zbraní 2. pěšího pluku.
Po pádu Francie byl evakuován do Anglie. Tam byl zařazen k 1. pěšímu praporu. 1. dubna 1941 byl povýšen na desátníka aspiranta. Dobrovolně se přihlásil do výcviku pro plnění zvláštních úkolů. Od 15. srpna do 7. listopadu 1941 absolvoval základní sabotážní kurz, parakurz a kurz průmyslové sabotáže. Byl zařazen do výsadkové skupiny Bioscop, které velel rotný Bohuslav Kouba.

## Nasazení
28. dubna 1942 byl se skupinou vysazen na Požárech na Křivoklátsku. Společně s Janem Hrubým se přesunuli do Uherského Hradiště a okolí, jelikož v blízkosti obce Bánov stojí na jistém návrší Skaličky kaplička, která sloužila Josefovi jako tajná schránka. Poté, co zde nenalezli kontakt, se přesunuli do Prahy. Zde se s pomocí odboje skrývali. Nakonec se s dalšími výsadkáři přesunul do pravoslavného katedrálního chrámu Cyrila a Metoděje, kde 18. června 1942 po boji s gestapem spáchal sebevraždu.

## Po válce
Dne 1. prosince 1945 byl povýšen do hodnosti poručíka pěchoty in memoriam. 17. června 1948 byl povýšen do hodnosti nadporučíka pěchoty. 
Na památku Josefa Bublíka byla jeho busta usazena do národního památníku hrdinů heydrichiády při pravoslavném chrámu sv. Cyrila a Metoděje v Praze.

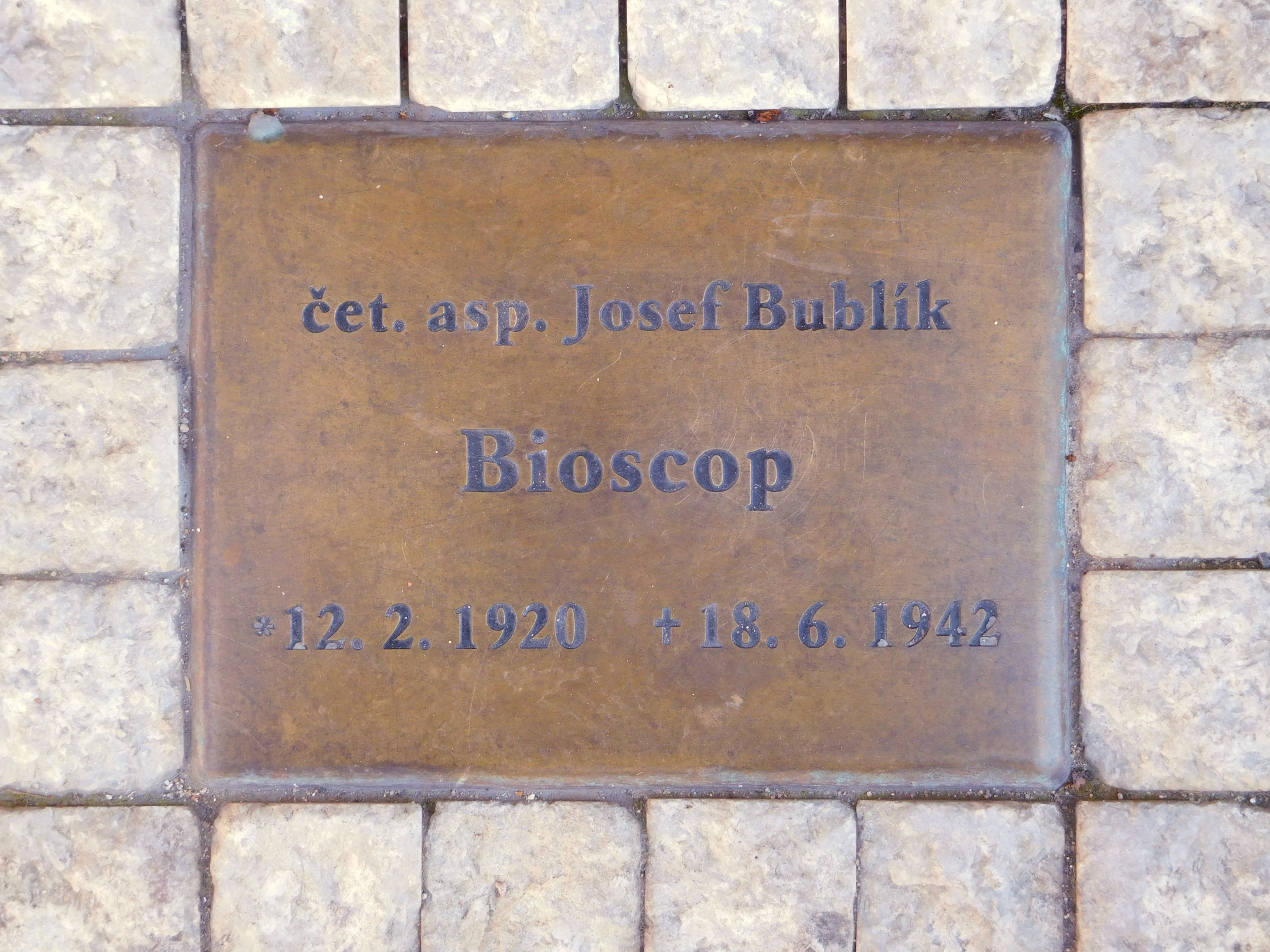
Pamětní deska J. Bublíka na chodníku ve Václavské ulici na místě, kam bylo položeno jeho tělo

Na chodníku na rohu Václavské a Resslovy ulice v Praze je pamětní destička s jeho jménem v místě, kde 18. června 1942 bylo položeno jeho mrtvé tělo. Na místě je celkem sedm destiček parašutistů, kteří padli v boji v kostele sv. Cyrila a Metoděje. Osmá destička nese jméno Jana Milíče Zelenky, který spáchal sebevraždu v záběhlickém "Husově háji" a jehož tělo sem bylo převezeno k dodatečné identifikaci.
Jeho jméno nese ulice v Praze-Kobylisích a Základní škola v Bánově.
V roce 2010 uspořádala obec Bánov výstavu při příležitosti 90. výročí jeho narození.
Na Základní škole v obci Bánov mu byla instalována pamětní deska na jeho památku.
20. června 2022 byla na rodném domě Josefa Bublíka v Bánově instalována pamětní deska. Událost se konala k 80. výročí boje v kryptě kostela svatého Cyrila a Metoděje v pražské Resslově ulici.

## Vyznamenání
- 1944 –  Pamětní medaile československé armády v zahraničí se štítky Francie a Velká Británie
- 1945 –  Československý válečný kříž 1939
- 1946 –  druhý Československý válečný kříž 1939
- 1949 –  Zlatá hvězda Československého vojenského řádu Za svobodu
- 1968 –  Řád rudé zástavy
- 2010 –  Kříž obrany státu ministra obrany České republiky[6]